# Papa silvestre

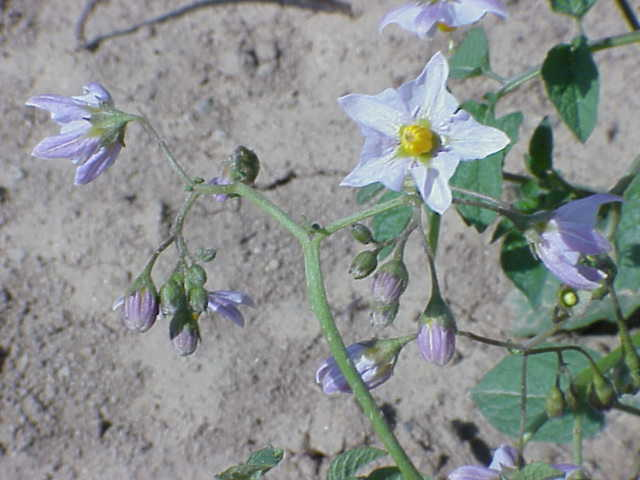
Solanum gourlayi, una especie tuberosa silvestre de papa, integrante del complejo de Solanum brevicaule considerado en la actualidad el ancestro silvestre inmediato de la papa cultivada.

Papa silvestre es el nombre común con el que se designa a las especies tuberosas del género Solanum, las cuales se hallan emparentadas con las papas cultivadas. Además de las siete especies de papa cultivada, hay 200 especies de papa silvestre que son originarias de América, desde el sudoeste de Estados Unidos hasta el centro de Argentina y Chile. Desde el punto de vista taxonómico las especies silvestres de papa o especies tuberosas de Solanum, se ubican en la sección Petota Dumort. y en la sección Etuberosum (Bukasov and Kameraz) A. Child del género Solanum.
A pesar de la supuesta gran variabilidad de papas silvestres, muchas de las especies tienen un aspecto general similar a la papa cultivada. Una papa silvestre típica tiene hojas pinnadas (si bien algunas especies tienen hojas enteras), corolas en varios tonos de violeta (los colores varían desde el blanco al azul y al púrpura y rosado), de forma pentagonal a rotada (algunas son estrelladas), y frutos esféricos a ovoides (algunos son de forma cónica). Esta similitud ha llevado a que los tratamientos taxonómicos del grupo sean bastante conflictivos. La variabilidad genética de estas especies silvestres de papa ha sido intensamente coleccionada en el naturaleza para contribuir al mejoramiento genético de la papa cultivada.

## Distribución y hábitat
Las papas silvestres crecen en ambientes muy diversos, ubicados entre las cadenas montañosas del sudoeste de los Estados Unidos y el sur de Chile y de la Argentina, pasando por México y América Central. Pueden vegetar en las altas montañas (en alturas de hasta 4100 m s. n. m.), en valles, quebradas, selvas o costas, y en suelos pedregosos, arenosos, volcánicos o ricos en materia orgánica. Crecen tanto en los ambientes de elevada humedad de las áreas tropicales y subtropicales como en zonas desérticas en las que el agua sólo proviene de nieblas costeras.
Su exitosa colonización de medios muy distintos ha determinado la existencia de una gran variedad de formas que pueden adquirir las especies silvestres. Las hay con apariencia muy semejante a la cultivada; pueden tener hojas compuestas por varios foliolos u hojas simples; pueden ser arrosetadas (con hojas muy juntas, como los pétalos de una rosa) y con un tallo mínimo, o medir más de un metro de altura. Las flores pueden presentarse en racimos o ser solitarias sus colores variar del blanco, crema o celeste al rojo, púrpura o tonalidades intermedias. La mayoría de las especies produce tubérculos con el interior blanco, crema o amarillo, pero también se los encuentra rojos, violetas o púrpuras, con la cáscara o piel de color crema, amarillo, naranja o castaño, pigmentada con rojo o púrpura en toda su extensión o en la zona de los nudos donde nacen los brotes (llamados comúnmente ojos).

## Diversidad
En gran medida, la variabilidad de las distintas especies de papa está controlada genéticamente y, por lo tanto, es heredable. Debido a ello, el estudio de los materiales que contienen los genes (por lo general llamado germoplasma) es de utilidad en investigaciones básicas y aplicadas de áreas que incluyen, entre otras, la genética, la citogenética y el mejoramiento genético, la bioquímica y la patología. La variabilidad genética de estas especies silvestres de papa ha sido intensamente coleccionada en el naturaleza para contribuir al mejoramiento genético de la papa cultivada.
Durante miles de años, las especies silvestres de papa han estado sometidas a selección natural en condiciones diversas y muchas veces desfavorables. Por eso, muchas han desarrollado características hereditarias valiosas para su supervivencia, que incluyen resistencia a agentes biológicos adversos -insectos, virus, nematodes (gusanos no segmentados de sección circular, algunas de cuyas especies parasitan a vegetales y animales, incluyendo al hombre), bacterias y hongos- y a factores desfavorables no biológicos, como el frío, el calor o la falta de agua. Entre las propiedades hereditarias de las especies silvestres también se encuentran atributos provechosos para su calidad culinaria o industrial, como un alto contenido de materia seca, proteínas y vitaminas. Cuando intervienen en la cruza padres de diferente origen, se produce en la descendencia el fenómeno conocido como vigor híbrido, que se manifiesta como un aumento en el número, tamaño y peso de los tubérculos, comparados con los de plantas cuyos padres sean del mismo origen.

## Filogenia y taxonomía
Dentro del género Solanum, las papas silvestres se agrupan en la sección Petota del subénero Potatoe. La sección Petota está formada por más de 100 especies de tubérculos. Están estrechamente relacionadas con las secciones Etuberosum y Lycopersicon, abarcando esta última a las especies de tomate. Estas secciones están muy relacionadas entre sí, aunque no se tienen muchos datos sobre su relación evolutiva. Los datos recopilados sugieren que Etuberosum está relacionado con el antecesor común de Petota y Lycopersicon, y que este divergió de estos dos grupos hace 8 millones de años.
A través de los estudios filogenéticos sobre datos moleculares y morfológicos se demostró que los integrantes de esta sección taxonómica conforman un grupo monofilético. Las relaciones con otros grupos dentro del género se muestra en el siguiente cladograma:
```
       ┌───── Sección 
Lycopersicoides

       │
    ┌──┤  ┌── Sección 
Juglandifolia

    │  └──┤
 ┌──┤     └── Sección 
Lycopersicon

 │  │
─┤  └──────── Sección 
Petota

 │
 └─────────── Sección 
Etuberosum
```

### Listado de especies
Especies tuberosas de Solanum o papas silvestres.
| - Solanum acaule Bitter - Solanum achacachense Cárdenas - Solanum acroglossum Juz. - Solanum acroscopicum Ochoa - Solanum agrimonifolium Rydb. - Solanum alandiae Cárdenas - Solanum albicans (Ochoa) Ochoa - Solanum albornozii Correll - Solanum amayanum Ochoa - Solanum ambosinum Ochoa - Solanum anamatophilum Ochoa - Solanum ancophilum (Correll) Ochoa - Solanum ancoripae Ochoa - Solanum andreanum Baker - Solanum ×arahuayum Ochoa - Solanum ariduphilum Ochoa - Solanum arnezii Cardenas - Solanum augustii Ochoa - Solanum avilesii Hawkes & Hjert. - Solanum ayacuchense Ochoa - Solanum aymaraesense Ochoa - Solanum berthaultii Hawkes - Solanum bill-hookeri Ochoa - Solanum ×blanco-galdosii Ochoa - Solanum boliviense Dunal - Solanum bombycinum Ochoa - Solanum brachistotrichum (Bitter) Rydb. - Solanum brachycarpum Correll - Solanum brevicaule Bitter - Solanum ×bruecheri Correll - Solanum buesii Vargas - Solanum bukasovii Juz. - Solanum bulbocastanum Dunal - Solanum burkartii Ochoa - Solanum burtonii Ochoa - Solanum cajamarquense Ochoa - Solanum calacalinum Ochoa - Solanum calvescens Bitter - Solanum candolleanum P.Berthault - Solanum cantense Ochoa - Solanum cardiophyllum Lindl. - Solanum chacoense Bitter - Solanum chancayense Ochoa - Solanum chilliasense Ochoa - Solanum chillonanum Ochoa - Solanum chiquidenum Ochoa - Solanum chomatophilum Bitter - Solanum circaeifolium Bitter - Solanum clarum Correll - Solanum coelestipetalum Vargas - Solanum colombianum Bitter - Solanum commersonii Dunal - Solanum contumazaense Ochoa - Solanum demissum Lindl. - Solanum ×doddsii Correll - Solanum dolichocremastrum Bitter - Solanum donachui (Ochoa) Ochoa - Solanum ×edinense P.Berthault - Solanum fendleri A.Gray - Solanum flahaultii Bitter - Solanum flavoviridens Ochoa - Solanum gandarillasii Cárdenas - Solanum garcia-barrigae Ochoa - Solanum gracilifrons Bitter - Solanum guerreroense Correll - Solanum guzmanguense Whalen & Sagást - Solanum hastiforme Correll - Solanum hintonii Correll - Solanum hjertingii Hawkes | - Solanum hoopesii Hawkes & K.A.Okada - Solanum hougasii Correll - Solanum huancabambense Ochoa - Solanum huancavelicae Ochoa - Solanum huarochiriense Ochoa - Solanum humectophilum Ochoa - Solanum hypacrarthrum Bitter - Solanum immite Dunal - Solanum incahuasinum Ochoa - Solanum incamayoense K.A.Okada & A.M.Clausen - Solanum incasicum Ochoa - Solanum ×indunii K.A.Okada & A.M.Clausen - Solanum infundibuliforme Phil. - Solanum ingifolium Ochoa - Solanum iopetalum (Bitter) Hawkes - Solanum irosinum Ochoa - Solanum jaenense Ochoa - Solanum jalcae Ochoa - Solanum jamesii Torr. - Solanum kurtzianum Bitter & Wittm. - Solanum laxissimum Bitter - Solanum leptophyes Bitter - Solanum leptosepalum Correll - Solanum lesteri Hawkes & Hjert. - Solanum lignicaule Vargas - Solanum limbaniense Ochoa - Solanum ×litusinum Ochoa - Solanum lobbianum Bitter - Solanum longiconicum Bitter - Solanum longiusculus Ochoa - Solanum lopez-camarenae Ochoa - Solanum macropilosum Correll - Solanum maglia Schltdl. - Solanum marinasense Vargas - Solanum matehualae Hjert. - Solanum medians Bitter - Solanum megistacrolobum Bitter - Solanum ×michoacanum (Bitter) Rydb. - Solanum microdontum Bitter - Solanum minutifoliolum Correll - Solanum mochiquense Ochoa - Solanum morelliforme Bitter & G.Muench - Solanum moscopanum Hawkes - Solanum multiinterruptum Bitter - Solanum nayaritense (Bitter) Rydb. - Solanum nemorosum Ochoa - Solanum neocardenasii Hawkes & Hjert. - Solanum neorosii Hawkes & Hjert. - Solanum neovalenzuelae L.López - Solanum neovargasii Ochoa - Solanum neovavilovii Ochoa - Solanum ×neoweberbaueri Wittm. - Solanum nubicola Ochoa - Solanum okadae Hawkes & Hjert. - Solanum olmosense Ochoa - Solanum oplocense Hawkes - Solanum orocense Ochoa - Solanum orophilum Correll - Solanum ortegae Ochoa - Solanum otites Dunal - Solanum oxycarpum Schiede - Solanum pampasense Hawkes - Solanum pamplonense L.López - Solanum papita Rydb. | - Solanum paucijugum Bitter - Solanum paucissectum Ochoa - Solanum peloquinianum Ochoa - Solanum pillahuatense Vargas - Solanum pinnatisectum Dunal - Solanum piurae Bitter - Solanum polyadenium Greenm. - Solanum polytrichon Rydb. - Solanum puchupuchense Ochoa - Solanum raphanifolium Cárdenas & Hawkes - Solanum raquialatum Ochoa - Solanum ×rechei Hawkes & Hjert. - Solanum regularifolium Correll - Solanum rhomboideilanceolatum Ochoa - Solanum ×ruiz-lealii Brücher - Solanum salasianum Ochoa - Solanum ×sambucinum Rydb. - Solanum sanctae-rosae Hawkes - Solanum sandemanii Hawkes - Solanum santolallae Vargas - Solanum sarasarae Ochoa - Solanum sawyeri Ochoa - Solanum saxatilis Ochoa - Solanum scabrifolium Ochoa - Solanum schenckii Bitter - Solanum ×semidemissum Juz. - Solanum ×setulosistylum Bitter - Solanum simplicissimum Ochoa - Solanum soestii Hawkes & Hjert. - Solanum sogarandinum Ochoa - Solanum solisii Hawkes - Solanum sparsipilum (Bitter) Juz. & Bukasov - Solanum spegazzinii Bitter - Solanum stenophyllidium Bitter - Solanum stoloniferum Schltdl. & Bouchet - Solanum subpanduratum Ochoa - Solanum ×sucrense Hawkes - Solanum sucubunense Ochoa - Solanum tacnaense Ochoa - Solanum tapojense Ochoa - Solanum tarapatanum Ochoa - Solanum tarijense Hawkes - Solanum tarnii Hawkes & Hjert. - Solanum taulisense Ochoa - Solanum trifidum Correll - Solanum trinitense Ochoa - Solanum tundalomense Ochoa - Solanum tuquerrense Hawkes - Solanum ugentii Hawkes & K.A.Okada - Solanum urubambae Juz. - Solanum ×vallis-mexici Juz. - Solanum velardei Ochoa - Solanum venturii Hawkes & Hjert. - Solanum vernei Bitter & Wittm. - Solanum verrucosum Schltdl. - Solanum vidaurrei Cárdenas - Solanum ×viirsoii K.A.Okada & A.M.Clausen - Solanum violaceimarmoratum Bitter - Solanum virgultorum (Bitter) Cárdenas & Hawkes - Solanum wittmackii Bitter - Solanum woodsonii Correll - Solanum yamobambense Ochoa - Solanum yungasense Hawkes |

## Genética
El 70% de las especies de papas silvestres y cultivadas de forma autóctona son diploides, mientras que las papas típicas de plantación son tetraploides. Comparando modelos genéticos de estudio de 44 accesiones diferentes de papas se encontraron más diferencias entre las especies de papas en genes relacionados con retrotransposones y resistencia a enfermedades. Los genes NLR son los que intervienen en la respuesta inmune de la planta ante infecciones. Se observa que los genes NLR de las especies de papas tienen una historia evolutiva diversa y que estos surgieron como una respuesta coevolutiva a la aparición de modos de propagación vegetativo, ya que la aparición de la propagación clonal en las papas pudo propiciar la aparición de enfermedades trasmitidas infectando el tubérculo.
En el conocimiento actual, el tubérculo es un órgano propio de la papa con capacidad reproductiva y de almacenamiento de nutrientes que surgió relativamente hace poco tiempo en la divergencia entre las plantas de la papa y el tomate. A pesar de que se han hecho algunos avances en el conocimiento que se tiene sobre el desarrollo de los tubérculos, muchas cosas sobre su evolución continúan sin saberse. Se ha observado que el gen IT1 interviene en la formación del tubérculo. Este interacciona con la proteína SP6A con la que podría formar una complejo que da lugar a la formación del órgano vegetativo. También se observa que en Etuberosum se encuentra el gen IT1 pero no SP6A.